# Seurahuone, Sordavala
Seurahuone (rysk stavning: Сеурахуоне, tidigare Гостиница, "Gastinitsa", svenska: "Societetshuset", finska: "Seurahuone") är ett hotell och societetshus i Sordavala i Karelska republiken i Ryssland.
Sordavala var sedan 1812 en del av först Storfurstendömet Finland, och sedan 1917 av Republiken Finland. Det första societetshuset i Sordavala uppfördes i trä i empirstil på 1830-talet på den plats som nu är Triangelparken. Där drevs ett värdshus under senare delen av 1800-talet. Detta societetshus revs 1908 och ersattes av ett nytt hotell/societetshus i närheten, vid stranden av Vakkolahti ("Vakkobukten"), vid brofästet av den dåvarande fotgängarbron från 1880-talet. Det nya Sortavala Seurahuone, med fasader av granit, ritades i nationalromantisk stil av Onni Tarjanne. 
En ny hotellbyggnad ritades som en utvidgning och en omfattande ombyggnad av Erkki Huttunen i funktionalistisk stil och uppfördes 1938–1939. Utvidgningen innefattade en kulturhusdel med stor sal för mer än 500 personer (Vakkosali) och en större matsal med plats för 350 gäster. Under den stora salen låg Sordavalas museum och även stadsbiblioteket var inrymt i byggnaden. Hotellet hade 47 rum.
Byggnaden blev byggnadsminne 1988. Den renoverades 1994, övertogs från krigsmakten av Sordavala stad 2008 och har därefter åter renoverats från 2017. Det inrymmer också idag bland annat ett hotell.

## Bildgalleri

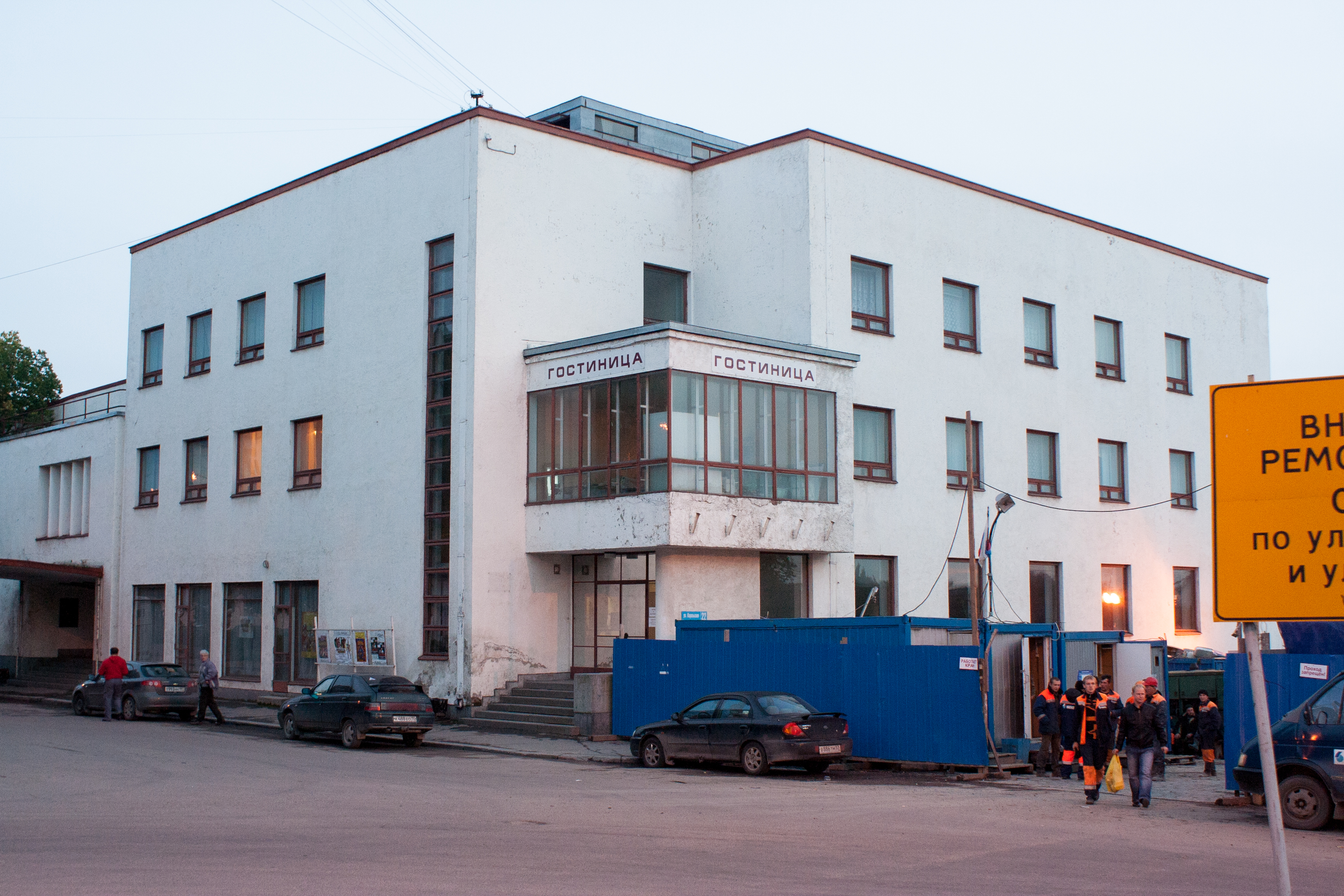
Hotellbyggnaden 2012
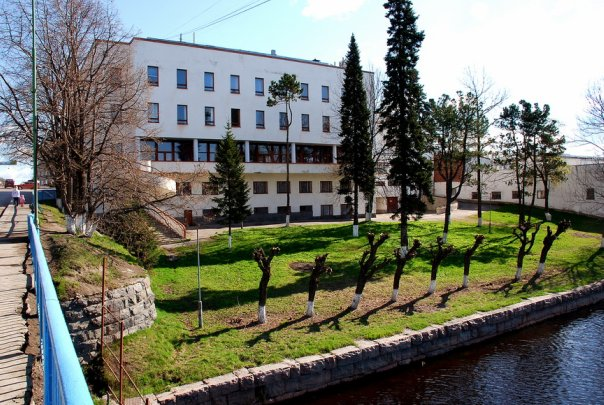
Seurahuone sett från sjösidan
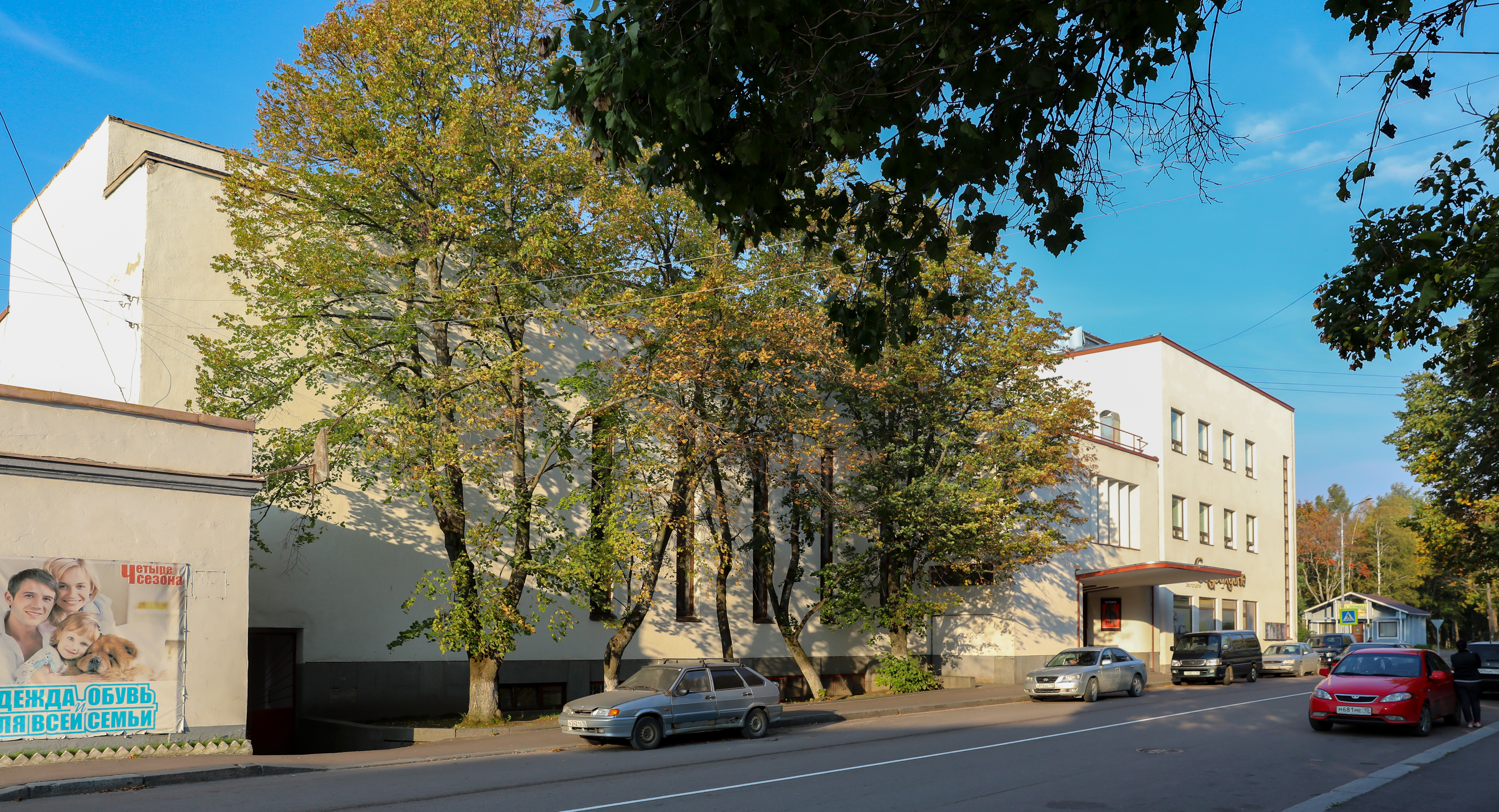
Fasaden mot Leningatan